# Joan Cañellas Reixach
Joan Cañellas Reixach  (Santa Maria de Palautordera, Katalonija, 30. rujna 1986.) je španjolski rukometaš. Igra na poziciji desnog vanjskog napadača. Španjolski je reprezentativac. Trenutačno igra za španjolski klub Ciudad Real. Još je igrao za Granollers i Barcelonu.
Osvojio je nekoliko španjolskih klupskih naslova. S postignutih 50 pogodaka bio je najbolji strijelac Europskog prvenstva u Danskoj 2014. na kojem je Španjolska osvojila brončano odličje.

## Vanjske poveznice
- Profil auf der Vereinshomepage www.balonmanociudadreal.net  Arhivirana inačica izvorne stranice od 31. svibnja 2010. (Wayback Machine)
- Profil auf www.eurohandball.com